# Jiří Načeradský
Jiří Načeradský (9. září 1939, Sedlec – 16. dubna 2014, Praha) byl český malíř, grafik a vysokoškolský pedagog, představitel českého moderního malířství, profesor Akademie výtvarných umění v Praze a Fakulty výtvarného umění Vysokého učení technického v Brně; jeho díla jsou charakteristická zejména zaměřením na lidské tělo a lidské postavy, někdy i s erotickým a sexuální podtextem a kontextem.

## Život
Pražskou Akademii výtvarných umění vystudoval v letech 1957–1963 u Vlastimila Rady. Koncem 60. let dva roky pobýval a tvořil v Paříži. Po roce 1989 se začal věnovat i pedagogické činnosti. Zemřel dne 16. dubna 2014; hrob má na Olšanských hřbitovech (část VI, odd. 10b, č. 51).
Jeho díla jsou vystavena v mnoha českých galeriích, například Národní galerii, Galerii hlavního města Prahy či Galerii Středočeského kraje; několik obrazů vystavuje Centre Georges Pompidou v Paříži.

### Výstavy (výběr)
- 1967 Galerie mladých, Mánes, Praha[2]
- 2010 Obrazy, Výstavní síň Mánes, Praha[2]
- 2024 Krása bez závoje, Villa Pellé, Praha[3][pozn. 1]